# Platypalpus cellarius
Platypalpus cellarius är en tvåvingeart som beskrevs av Axel Leonard Melander 1927. Platypalpus cellarius ingår i släktet Platypalpus och familjen puckeldansflugor. Inga underarter finns listade i Catalogue of Life.